# Слуцкий, Евгений Евгеньевич
Евге́ний Евге́ньевич Слу́цкий (7 [19] апреля 1880, Новое, Ярославская губерния — 10 марта 1948, Москва) — российский и советский математик, статистик и экономист.

## Биография
Родился в 1880 году в селе Новом Ярославской губернии (ныне — Новинское в Некоузском районе Ярославской области) в семье наставника Новинской учительской семинарии Евгения Макарьевича Слуцкого, выпускника естественного отделения физико-математического факультета киевского Императорского университета Святого Владимира, и Юлии Леопольдовны Бонди. В 1886 году семья переехала в Киев. В 1888 году отец Слуцкого получил пост заведующего Житомирским еврейским ремесленным училищем, но в 1899 году он был вынужден выйти в отставку из-за конфликта с начальством.

### Обучение
В 1899 году окончил с золотой медалью классическую гимназию в Житомире и поступил в Киевский университет на математическое отделение физико-математического факультета. В 1901 году исключён из университета и отправлен на военную службу за участие в студенческой сходке, требовавшей возвращения в университет двух исключённых студентов. В том же году восстановлен. В 1902 году повторно исключён из университета за демонстрацию против реформы министра народного просвещения Зенгера и лишён права поступления в высшие учебные заведения Российской империи. С 1902 по 1905 год учился в Мюнхенском политехникуме на машиностроительном отделении, но не окончил его, так как после революции 1905 года вновь получил возможность учиться в России. В 1905 году Слуцкий поступил на юридический факультет Киевского университета и окончил его в 1911 году с золотой медалью за сочинение на тему «Теория предельной полезности».
В Киеве вступил в масонскую ложу «Единение», входившую в союз Великого Востока народов России. В 1906 году женился на Юлии Николаевне Володкевич, дочери директора одной из частных киевских школ, детей у них не было.
В 1917 году сдал экзамены на степень магистра политической экономии и статистики в Московском университете.

### Профессиональная карьера
В 1912 году после публикации книги «Теория корреляции и элементы учения о кривых распределения» был приглашён на работу в Киевский коммерческий институт народного хозяйства, где преподавал вплоть до переезда в Москву в 1926 году.
С февраля 1926 — консультант Конъюнктурного института Наркомата финансов СССР, где начал заниматься изучением циклов в экономиках капиталистических стран. Одновременно заведовал сельскохозяйственной секцией Института экспериментальной статистики и статистической методологии ЦСУ СССР.
После закрытия Конъюнктурного института, подчинения ЦСУ Госплану СССР (1930) работал в институтах, связанных с геофизикой и метеорологией, предметом его исследования стало влияние солнечной активности на урожаи. В 1934 перешёл в НИИ математики и механики при МГУ и одновременно преподавал на кафедре математической статистики. В 1939 году перешёл на работу в Математический институт имени В. А. Стеклова АН СССР (МИАН).
В октябре 1941 года был ошибочно эвакуирован в Ташкент вместо Казани, в ноябре отчислен из МИАНа. Сначала не мог устроиться на работу, в 1942 году был временно зачислен в структуру Узбекского филиала АН СССР, после войны восстановлен в МИАНе.

### Научные достижения
Для описания явлений микроэкономики предложил уравнение Слуцкого. Его смысл состоит в том, что изменение спроса на некоторый товар при повышении или снижении его цены складывается из влияния непосредственного изменения спроса и косвенного влияния в результате переключения спроса на другие товары. Первоначально статья была опубликована в 1915 году на итальянском языке и осталась незамеченной. В 1930-е годы была обнаружена В. Доминедо, Г. Шульцем, Дж. Р. Хиксом и Р. Алленом независимо друг от друга и переопубликована Полом Самуэльсоном.
Слуцкий — один из создателей современной теории случайных функций (распределений в функциональных пространствах). В этой области им предложено Условие Слуцкого и выведена Теорема Слуцкого. Также он вёл работы по параметрам корреляции, а в последние годы жизни работал над составлением таблиц функций от нескольких переменных.
Исследования случайных функций помогли Слуцкому в анализе макроэкономических данных. Используя скользящие суммы случайных величин, он обнаружил их принципиальное сходство с реальными экономическими данными. Например, с индексом английской конъюнктуры в 1855—1877 гг. Эти исследования легли в основу парадигмы Фриша — Слуцкого, которая используется при исследовании экономических циклов в современной макроэкономике.

### Духовная жизнь, смерть и память
Слуцкий всю жизнь писал стихи: в 1910-е годы эпизодически, в 1920-е перешёл к переводам, всё более регулярным, в 1930-е создал масштабные стихотворные пьесы и поэмы.
В 1943—1944 годах в письмах другу статистику Н. С. Четверикову Слуцкий сообщает о том, что переходит к размышлению о Боге и его роли в истории, к проблеме теодицеи, созданию религиозно-философских трактатов. Завершающим произведением Слуцкого стал написанный в августе-сентябре 1947 во время передышки от мучительных физических страданий «Опыт краткого рассуждения о Зле, о Творце и о твари», в котором он пытался примирить всемогущество Бога с существованием зла в мире.
Умер от рака лёгких 10 марта 1948 года в Москве.
В 1960 году АН СССР издала его Избранные труды: «Теория вероятностей. Математическая статистика» (под ред. Б. В. Гнеденко и Н. В. Смирнова).

Большая часть жизни [Евгения Евгеньевича] протекала дома, в комнате, до потолка заставленной книгами самого разнообразного содержания, где математическая работа перемежалась с занятиями литературой, живописью, вечерними приемами друзей. Изысканный, остроумный собеседник, знаток литературы, поэт и художник, Евгений Евгеньевич не был далек и от более простой человеческой жизни, готовый с ласковой и несколько иронической улыбкой нянчиться с детьми или энергично вмешиваться в случаи, требующие реальной практической помощи людям— Колмогоров А. Н.